# Berijew Be-12
Die Berijew Be-12 Tschaika (Möwe, russisch Бериев Бе-12 Чайка, NATO-Codename: Mail) ist ein großes militärisches Amphibienflugboot, das auf dem Wasser starten und landen kann und auch ein einziehbares Fahrwerk für Starts und Landungen auf festem Untergrund hat. Entwickelt wurde es als Seeaufklärer zur See- und Küstenüberwachung, zur Suche nach Bodenschätzen, zur U-Boot-Jagd und zur Seenotrettung. Einige Be-12 wurden zu Löschflugzeugen umgebaut.

## Geschichte

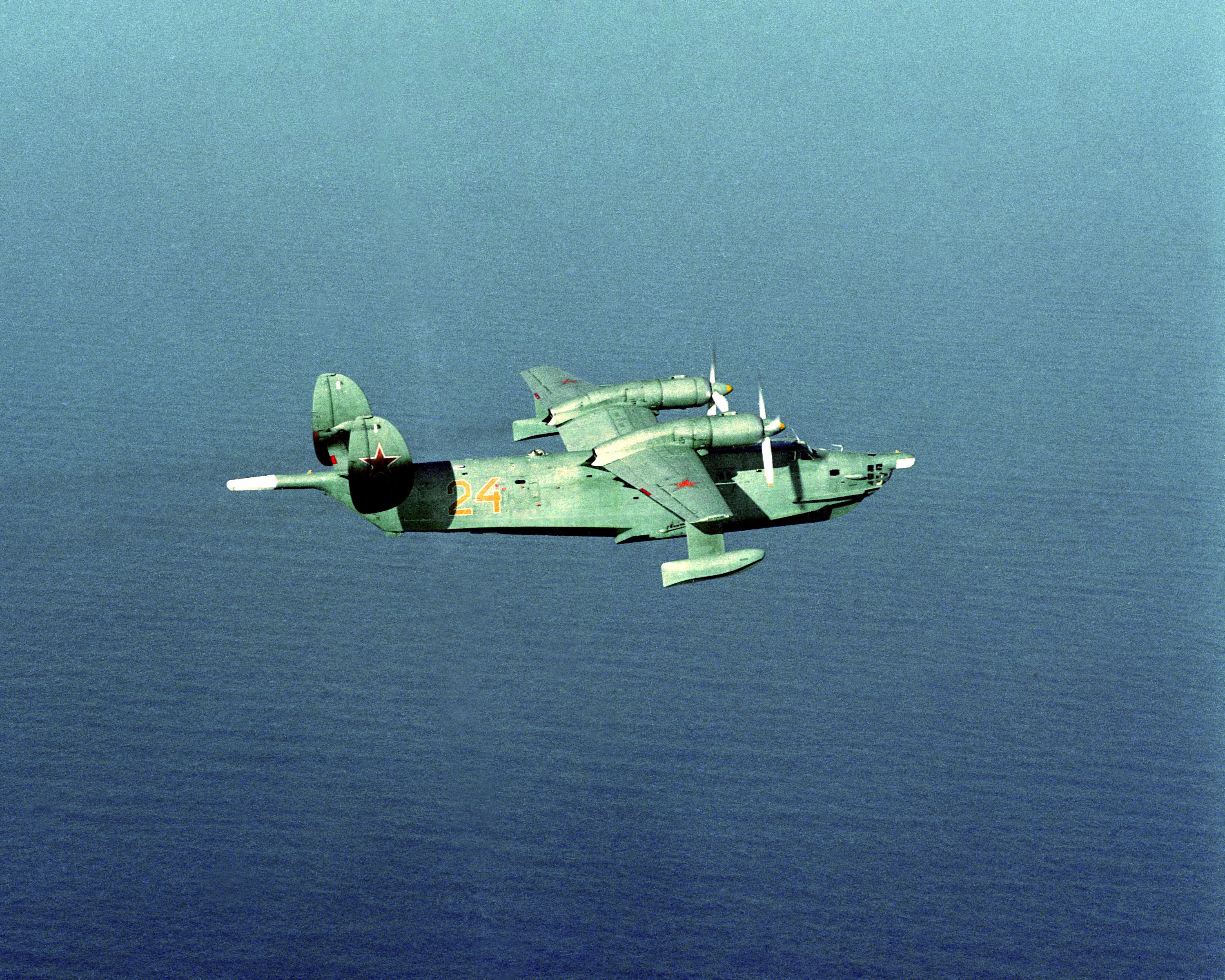
Berijew Be-12 im August 1990

Bei der Be-12 wurde wie beim Vorgänger Be-6 ein Knickflügel gewählt. Anders als die Be-6 verfügt sie über ein einziehbares Fahrwerk und Turbinen anstelle von Kolbenmotoren. Die Be-12 flog erstmals um 1960 und wurde ein Jahr später auf der Luftparade in Moskau-Tuschino der Öffentlichkeit vorgeführt. Ab der zweiten Hälfte der 1960er-Jahre wurde sie bei den sowjetischen Seefliegerkräften eingegliedert und ersetzte dabei die Be-6. Ein visuelles Merkmal ist der lange MAD-Heckstachel, der zur Ortung getauchter U-Boote diente. Insgesamt sind etwa 150 Maschinen gebaut worden. Im Zentralen Museum der Luftstreitkräfte der Russischen Föderation in Monino kann eine Be-12 besichtigt werden.
Vom 23. bis 27. Oktober 1964 wurden von einer Be-12 mit einer Besatzung unter M. Michailow insgesamt sechs Höhenweltrekorde mit verschiedenen Nutzlasten erflogen.
Nach der Auflösung der Sowjetunion wurden einige Flugzeuge zu Löschflugzeugen Be-12P umgerüstet. Pläne dazu existierten unter der Bezeichnung Be-18 schon seit den 1960er-Jahren. Vier ehemalige Marineflugzeuge wurden in der ersten Hälfte der 1990er-Jahre solchermaßen umgebaut. Die militärische Ausrüstung wurde, bis auf das Radar, entfernt und durch insgesamt 6 m³ fassende Wassertanks im Rumpf ersetzt. Die Wasseraufnahme erfolgt auf dem Wasser gleitend in 25 bis 30 Sekunden, kann aber auch an Land durchgeführt werden. Die erste dieser Maschinen („Gelbe 40“, Werknummer 9601504) absolvierte am 27. April 1992 in Taganrog ihren Erstflug. Bis zum Jahr 2000 warfen diese Be-12 bei Waldbränden im gesamten russischen Gebiet 17.188 Tonnen Wasser ab. Am 14. Juli 1993 ging die Gelbe 40 bei einem Einsatz verloren. 

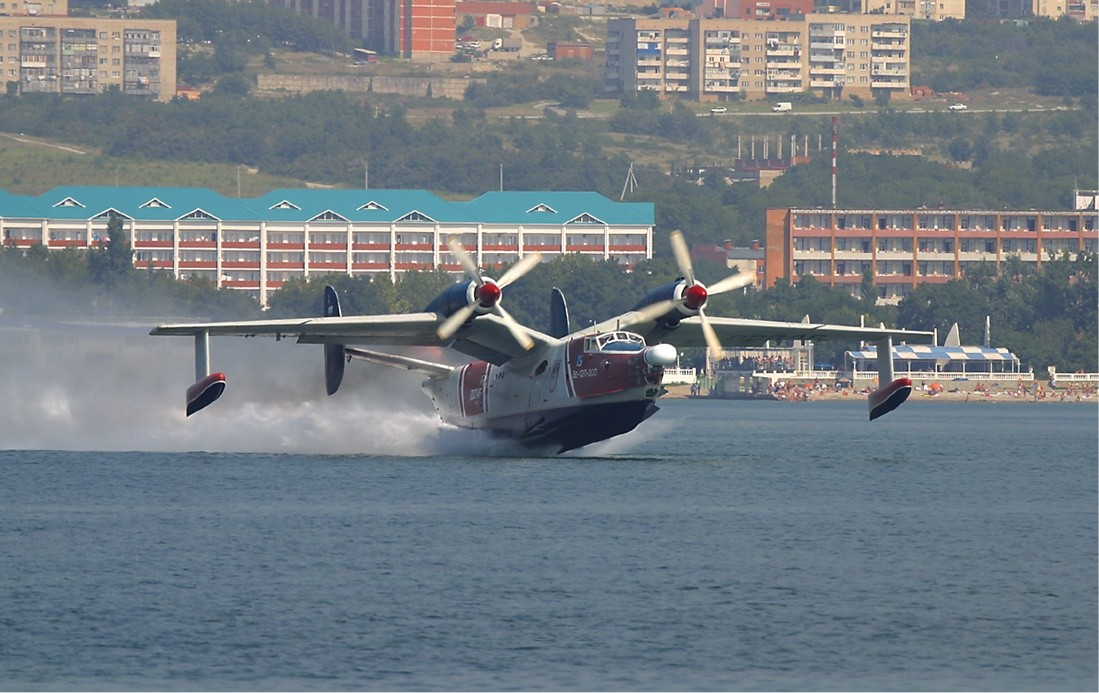
Löschflugzeug Be-12P-200 (RA-00046, 2001)

Eine weitere umgerüstete Maschine mit der Werknummer 8601301 (Kennzeichen RA-00046) flog am 9. August 1996 unter der Bezeichnung Be-12P-200 erstmals. Durch ein modernisiertes System ist sie in der Lage, die Wasseraufnahme in nur noch 20 Sekunden durchzuführen.

## Nutzerstaaten

### Aktuelle Nutzer
- Russland – Ab dem Januar 2018 befinden sich 4 Be-12 im Dienst der Seekriegsflotte.[3]:197
- Ukraine – Ab dem Januar 2018 besitzen die Seestreitkräfte 2 Be-12, die allerdings als nicht einsatzbereit gelten.[3]:211

### Ehemalige Nutzer
- Sowjetunion – Nach der Auflösung wurden die verbliebenen Flugzeuge der Seefliegerkräfte an die Nachfolgestaaten verteilt.
- Syrien – Spätestens bis zum Januar 2018 aus den Luftstreitkräften ausgemustert.[3]:363
- Vietnam – Spätestens bis zum Januar 2018 aus den Luftstreitkräften ausgemustert.[3]:311

## Technische Daten
| Kenngröße                  | Daten |
| -------------------------- | --- |
| Länge                      | 30,17 m |
| Spannweite                 | 29,71 m |
| Höhe                       | 7,0 m |
| Flügelfläche               | 105 m² |
| Flügelstreckung            | 8,4 |
| Leermasse                  | 19.500 kg |
| Startmasse                 | max. 29.500 kg |
| Triebwerk                  | zwei Propellerturbinen Iwtschenko AI-20D |
| Leistung                   | je 3.125 kW (4.190 WPS) |
| Höchstgeschwindigkeit      | 610 km/h in 3.050 m Höhe |
| Marschgeschwindigkeit      | 547 km/h in 4.570 m Höhe |
| Patrouillengeschwindigkeit | 320 km/h in 300 m Höhe |
| Reichweite                 | 4.000 km |
| Bewaffnung                 | bis zu 5.000 kg im Rumpfschacht und an den Tragflächen (zielsuchende Torpedos, Wasserbomben, Minen, Raketen, Bomben (Sonarbojen sind im Heck gelagert)) |